# Morris East
Morris East (* 8. August 1973 in Olongapo, Philippinen) ist ein ehemaliger philippinischer Boxer im Halbweltergewicht. Er war vom 9. September 1992 bis zum 12. Januar 1993 Weltmeister des Verbandes WBA.